# Залонго
Залого (на гръцки: Ζάλογγο; среща се още с името Залонго/Залонко) е историческо възвишение/планина в Епир. Намира се северно от Превеза, над село Камарина. По него носи името си цялата околност, регион. Иван Снегаров го сочи като едно от предполагаемите места на Козил. 
Залого се намира в непосредствена близост до античното епиротско Касиопе.
По време на т.нар. сулиотска война, Залого става последно убежище на част от оттеглящите в две струи сулиоти, съгласно договора им с Али паша Янински от 12 декември 1803 г. Според легендата, първата групи сулиоти успешно се добрала до Парга, обаче втората била преследвана и застигната на 16 декември 1803 г. от албански аскер-потеря, под предводителството на сина на Али паша – Вели паша. Сулиотите се барикадирали в манастира в подножието на възвишението и удържали обсадата на 16 и 17 декември, след което се предали 147 от тях под предводителството на Кръстьо Бочар. Група от 53 жени с техните деца и 13 мъже обаче, избягала на близката скала, която до днес се нарича „венец“. Според легендарни сведения, 63 жени и деца се хвърлили от скалата, за да се спясат от безчестие и мизерия. 
Този лайтмотив дава основание на скулптора Йоргос Зонголопулос в годините 1951 – 1960 да издигне на мястото един от най-големите паметници в Гърция. 